# Benigno Zaccagnini
Benigno Zaccagnini ( Faenza, 17 de abril de 1912 – Rávena, 5 de noviembre de 1989) fue un médico y líder político democristiano italiano.

## Biografía
Nacido en Faenza, Zaccagnini se licenció en medicina, especialidad pediatría, en 1937. Durante la Segunda Guerra Mundial, participó en la Resistencia italiana, colaborando con Arrigo Boldrini en la liberación de Romaña.
Fue uno de los fundadores de la Democracia Cristiana (DC) en Italia, siendo elegido en la Asamblea Constituyente (1946) y en la Cámara de Diputados (1948) de la recién nacida República Italiana. Miembro de la corriente demócrata cristiana favorable a la colaboración con los partidos de izquierda (o centro-izquierda), fue confirmado en la Cámara de Diputados hasta 1979, cuando fue elegido para el Senado italiano.
En 1959, Zaccagnini fue nombrado Ministro de Trabajo y Seguridad Social en el Gabinete Segni II, cargo que mantuvo también en el siguiente gobierno, dirigido por Fernando Tambroni. En 1960 fue nombrado Ministro de Obras Públicas en el Gabinete Fanfani III.
En 1975, Zaccagnini fue elegido Secretario Nacional de la DC, permaneciendo en el cargo hasta 1980, cuando fue reemplazado por Flaminio Piccoli. En 1984 fue elegido miembro del Parlamento Europeo. En 1978, durante su mandato como secretario nacional, Aldo Moro, presidente de la Democracia Cristiana y mentor de Zaccagnini, fue secuestrado por las Brigadas Rojas . Moro escribió numerosas cartas a Zaccagnini, inicialmente invocando su ayuda, luego acusándolo a él y a otros líderes del DC de sacrificarlo para salvar al nuevo gobierno, que Moro había contribuido a formar.
Zaccagnini murió en Rávena en 1989.